# Хи-функция Лежандра
Хи-функция Лежандра — это специальная функция, названная по имени французского математика Адриен Мари Лежандра.  Хи-функция Лежандра определяется рядом Тейлора также являющимся рядом Дирихле:
{\displaystyle \chi _{\nu }(z)=\sum _{k=0}^{\infty }{\frac {z^{2k+1}}{(2k+1)^{\nu }}}.}
Таким образом Хи-функция Лежандра тривиально выражается через полилогарифм:
{\displaystyle \chi _{\nu }(z)={\frac {1}{2}}\left[\operatorname {Li} _{\nu }(z)-\operatorname {Li} _{\nu }(-z)\right]}
Хи-функция Лежандра возникает в дискретном преобразовании Фурье, по индексу ν дзета-функции Гурвица, а также  многочленов Эйлера.
Хи-функция Лежандра является частным случаем дзета-функции Лерха:
{\displaystyle \chi _{n}(z)=2^{-n}z\,\Phi (z^{2},n,1/2).}
Свойства:
{\displaystyle \chi _{2}(x)+\chi _{2}\left({\frac {1-x}{1+x}}\right)={\frac {\pi ^{2}}{8}}-{\frac {1}{2}}\ln(x)\ln \left({\frac {1-x}{1+x}}\right)}
Функция Лежандра-Клаузена имеет несколько известных аналитических значений в определенных точках.
- Значение в точке 1:

{\displaystyle \chi _{2}(1)=\sum _{k=0}^{\infty }{\frac {1}{(2k+1)^{2}}}={\frac {\pi ^{2}}{8}}}
- Значение в точке -1:

{\displaystyle \chi _{2}(-1)=\sum _{k=0}^{\infty }{\frac {(-1)^{2k+1}}{(2k+1)^{2}}}=-\sum _{k=0}^{\infty }{\frac {1}{(2k+1)^{2}}}=-{\frac {\pi ^{2}}{8}}}
- Значение, связанное с {\displaystyle {\sqrt {2}}-1}:

{\displaystyle \chi _{2}({\sqrt {2}}-1)={\frac {\pi ^{2}}{16}}-{\frac {1}{4}}\ln ^{2}({\sqrt {2}}+1)}